# Schillingsfürst
Schillingsfürst este un oraș din Franconia Mijlocie, landul Bavaria, Germania.